# Трансферне вікно
Тра́нсферне вікно́ (англ. Transfer window) — період протягом кожного року, в який футбольний клуб можуть передавати своїх гравців іншим клубам. Така передача закінчується реєстрацією у ФІФА футболіста в новому клубі. Термін не є офіційним, але часто використовується у ЗМІ для поняття періоду реєстрації, як описано у ФІФА про статус і трансфер гравців. Згідно з регламентом, кожна футбольна асоціація приймає рішення про терміни проведення вікна, але воно не може перевищувати 12 тижнів. Другий термін реєстрації відбувається протягом сезону та не може перевищувати 4 тижні.